# Chan-algoritmus

A Chan-algoritmus 2-dimenziós esetben. Itt a pontokat x-koordináta alapján osztottuk szét, míg az igazi algoritmus tetszőleges szétosztásra is működik.

A Timothy M. Chanról elnevezett Chan-algoritmus optimális kimenetérzékeny algoritmus, amellyel egy {\displaystyle n} pontot tartalmazó {\displaystyle P} halmaz konvex burkát lehet kiszámítani 2- és 3-dimenziós térben. A kiszámításhoz {\displaystyle O(n\log h)} idő szükséges, ahol {\displaystyle h} a konvex burok csúcsainak száma. A kétdimenziós esetben egy {\displaystyle O(n\log n)} algoritmust (például a Graham-féle pásztázást) és a Jarvis-féle menetelést ({\displaystyle O(nh)}) kombinálja az optimális {\displaystyle O(n\log h)} futásidő eléréséhez. A Chan-algoritmus arról nevezetes, hogy sokkal egyszerűbb, mint a Kirkpatrick–Seidel-algoritmus, és egyszerűen kiterjeszthető a háromdimenziós térbe is. Ezt a modellt Chantól függetlenül Frank Nielsen is kifejlesztette a Ph.D. disszertációjában.

## Algoritmus

### Áttekintés
Az algoritmus sikeres lefutásához egyetlen {\displaystyle m\geq h} paraméterre van szükség. Tegyük fel, hogy ez egy fix érték (a valóságban {\displaystyle h}-t nem ismerjük előre, ezért több, egyre növekvő értékű {\displaystyle m} paramétert használunk, lásd később).
Az algoritmus első lépése a {\displaystyle P} halmaz tetszőleges szétosztása {\displaystyle K\leq 1+n/m} darab részhalmazra {\displaystyle (Q_{k})_{k=1,2,...K}}, mindben legfeljebb {\displaystyle m} ponttal. Ekkor {\displaystyle K=O(n/m)}.
Ezután az első fázisban egy {\displaystyle O(p\log p)} algoritmus segítségével (például Graham-féle pásztázás) minden {\displaystyle Q_{k}}-ra kiszámítja a részhalmaz konvex burkát, {\displaystyle C_{k}}-t, ahol {\displaystyle p} a részhalmaz pontjainak száma. Mivel {\displaystyle K} részhalmaz van és mindegyikben {\displaystyle O(m)} pont, ez a fázis {\displaystyle K\cdot O(m\log m)=O(n\log m)} időt vesz igénybe.
A második fázisban az algoritmus a Jarvis-féle menetelést hajtja végre, a már kiszámított kis konvex burkok {\displaystyle (C_{k})_{k=1,2,...K}} felhasználásával. Ennek során minden lépésben veszünk egy {\displaystyle p_{i}} pontot, amely a konvex burok része (először {\displaystyle p_{i}} lehet a {\displaystyle P} halmaz legalacsonyabb {\displaystyle y} koordinátájú pontja, amelyről biztosan tudjuk, hogy része lesz {\displaystyle P} konvex burkának), és keresünk hozzá egy olyan {\displaystyle p_{i+1}=f(p_{i},P)} pontot, hogy a {\displaystyle P} halmaz összes többi pontja a {\displaystyle p_{i}p_{i+1}} egyenestől jobbra legyen. Itt a {\displaystyle p_{i+1}=f(p_{i},P)} jelölés azt jelenti, hogy a következő pontot ({\displaystyle p_{i+1}}-et) {\displaystyle p_{i}} és {\displaystyle P} függvényében határozzuk meg. A {\displaystyle Q_{k}} részhalmaz {\displaystyle C_{k}} konvex burka ismert, és maximum {\displaystyle m} pontot tartalmaz (az óramutató járásával megegyező, vagy ellentétes irányban felsorolva), így {\displaystyle f(p_{i},Q_{k})} bináris kereséssel kiszámítható {\displaystyle O(\log m)} idő alatt. Tehát {\displaystyle O(K\log m)} idő alatt a {\displaystyle K} darab részhalmaz mindegyikére kiszámítható az {\displaystyle f(p_{i},Q_{k})}. Ezek után {\displaystyle f(p_{i},P)} is meghatározható a szimpla Jarvis-féle meneteléssel, viszont elég csak az {\displaystyle (f(p_{i},Q_{k}))_{1\leq k\leq K}} pontokat, vagyis a kis konvex burkok pontjait figyelembe venni a teljes {\displaystyle P} halmaz pontjai helyett. Azon pontok felhasználásával pedig egy újabb pont megtalálásához a Jarvis-féle menetelés futási ideje {\displaystyle O(K)}, ami elhanyagolható az {\displaystyle f(p_{i},Q_{k})}-k kiszámításához képest. A Jarvis-féle menetelés akkor fejeződik be, ha {\displaystyle O(h)} alkalommal megismétlődött (mivel a lényege, hogy maximum {\displaystyle h} ismétlés után mindenképp megtaláljuk a {\displaystyle P} halmaz konvex burkát, ahol {\displaystyle h} a konvex burok pontjainak száma), tehát a második fázis {\displaystyle O(Kh\log m)} időt fog igénybe venni, ami egyenlő {\displaystyle O(n\log h)}-val, ha {\displaystyle m} egy {\displaystyle h}-hoz közeli érték (lásd lejjebb {\displaystyle m} megválasztásának stratégiáját).
A két fázis összesen {\displaystyle O(n\log h)} idő alatt számítja ki az {\displaystyle n} pont konvex burkát.

### Azm{\displaystyle m}paraméter megválasztása
Ha {\displaystyle m} szabadon választható paraméter, akkor előfordulhat, hogy {\displaystyle m<h}. Ebben az esetben a második fázisban {\displaystyle m} lépés után leállítjuk a Jarvis-féle mentelést, hogy ne legyen túl nagy a futásidő, és {\displaystyle O(n\log m)} idő elteltével a konvex burok még nem lesz kiszámítva.
Ezért azt az ötletet alkalmazzuk, hogy többször is lefuttatjuk az algoritmust egyre nagyobb {\displaystyle m} értékkel. A futás minden {\displaystyle m}-re  {\displaystyle O(n\log m)} idő alatt befejeződik (eredményesen vagy eredménytelenül). Ha {\displaystyle m} túl lassan növekszik, akkor nagy lehet a szükséges iterációk száma, ellenben ha túl gyorsan, akkor az első {\displaystyle m}, amire sikeresen lefut, sokkal nagyobb lehet, mint {\displaystyle h}, így lassabbá válhat a futásidő: {\displaystyle O(n\log m)>O(n\log h)}.

#### Négyzetre emelős stratégia
Egy lehetséges stratégia, hogy minden iterációnál négyzetre emeljük {\displaystyle m} értékét, maximum {\displaystyle n}-ig. {\displaystyle m=2}-vel kezdve, a {\displaystyle t.} iterációnál {\displaystyle m=\min \left(n,2^{2^{t}}\right)} legyen. Ebben az esetben {\displaystyle O(\log \log h)} iteráció lesz, mivel az algoritmus befejeződik, amint
{\displaystyle m=2^{2^{t}}\geq h\iff \log \left(2^{2^{t}}\right)\geq \log h\iff 2^{t}\geq \log h\iff \log {2^{t}}\geq \log {\log h}\iff t\geq \log {\log h},}
ahol 2-es alapú logaritmust veszünk, és az algoritmus teljes futásideje
{\displaystyle \sum _{t=1}^{\lceil \log \log h\rceil }O\left(n\log \left(2^{2^{t}}\right)\right)=O(n)\sum _{t=1}^{\lceil \log \log h\rceil }O(2^{t})=O\left(n\cdot 2^{1+\lceil \log \log h\rceil }\right)=O(n\log h).}

### Háromdimenziós térben
Ha háromdimenziós esetre akarjuk általánosítani, akkor a Graham-féle pásztázás helyett egy {\displaystyle O(n\log n)} algoritmust kell használnunk a háromdimenziós konvex burok kiszámítására, illetve a Jarvis-féle menetelés háromdimenziós változatát. A futásidő marad {\displaystyle O(n\log h)}.

## Fordítás
Ez a szócikk részben vagy egészben  a   Chan's algorithm című angol Wikipédia-szócikk fordításán alapul.  Az eredeti cikk szerkesztőit annak laptörténete sorolja fel. Ez a jelzés csupán a megfogalmazás eredetét és a szerzői jogokat jelzi, nem szolgál a cikkben szereplő információk forrásmegjelöléseként.